# 11069 Bellqvist
11069 Bellqvist eller 1992 EV4 är en asteroid i huvudbältet som upptäcktes den 1 mars 1992 av UESAC vid La Silla-observatoriet. Den är uppkallad efter den svenske astronomen Sven Bellqvist.
Asteroiden har en diameter på ungefär 9 kilometer.